# Mark Wallner
Mark Wallner (Monaco di Baviera, 20 luglio 1999) è un tennista tedesco.
Specialista del doppio, ha disputato una finale nel circuito maggiore, ha vinto diversi titoli nell'ATP Challenger Tour e il suo miglior ranking ATP è stato il 59º posto dell'aprile 2025. Nelle prove del Grande Slam ha raggiunto il secondo turno agli Australian Open 2025 e all'Open di Francia 2025.

## Carriera
Si trasferisce per gli studi negli Stati Uniti alla IMG Academy di Bradenton e nel 2016 gioca in America i suoi unici due tornei nell'ITF Junior Circuit. In seguito gioca con profitto sia in singolare che in doppio nei campionati di college statunitensi, tra il 2017 e il 2019 per la squadra di tennis della Temple University, e nel trennio 2019-2022 per la squadra della Università del Tennessee. In quest'ultimo periodo inizia a giocare negli Stati Uniti il doppio in coppia con il connazionale Jakob Schnaitter.
Negli ultimi mesi del 2022 fa le sue prime apparizioni tra i professionisti in coppia con Schnaitter in tornei dell'ITF Men's World Tennis Tour e in un torneo dell'ATP Challenger Tour. Nell'aprile 2023 gioca la sua prima finale in un torneo ITF M15 a Monastir (Tunisia) e viene sconfitto in coppia con Luca Wiedenmann. La settimana successiva vince assieme a Schnaitter il primo torneo in carriera in un altro ITF M15 a Monastir. A luglio vince a Telfs con Schneitter il primo torneo ITF M25. Nel prosieguo della stagione vince in totale altri cinque ITF M25 con Schnaitter e altri due partner.
Nel 2024 gioca sempre in coppia con Schneitter, a inizio stagione perdono le finali nei Challenger di Buenos Aires 2 e del Koblenz Open e Wallner entra nella top 200. Dopo aver perso altre due finali Challenger, ad aprile la coppia tedesca esordisce nel circuito maggiore con una sconfitta al primo turno degli Internazionali di Baviera. Il mese successivo vincono il primo Challenger in carriera al Prague Open, sconfiggendo in finale i cechi Jiří Barnat e Jan Hrazdil per 6-3, 6-1. Nel giro di due mesi disputano altre cinque finali Challenger, vincono quelle al Bratislava Open, Schwaben Open e l'Open Karlsruhe e a luglio entrano nella top 100. Subito dopo vincono il primo match nel circuito maggiore all'Hamburg European Open ed escono nei quarti di finale. In ottobre si spingono per la prima volta in una semifinale ATP all'Almaty Open e vengono eliminati dai vincitori del torneo Rithvik Choudary Bollipalli / Arjun Kadhe. Con questo risultato Wallner porta il miglior ranking al 79º posto mondiale.
Esordiscono in una prova del Grande Slam con una vittoria agli Australian Open 2025 e vengono sconfitti al secondo turno. Continuano l'ascesa raggiungendo i quarti all'ATP 500 del Rotterdam Open e vincendo il primo Challenger 125 in carriera all'Open Pau-Pyrénées. Ad aprile raggiungono la prima finale ATP al Romanian Open e cedono  a Marcel Granollers / Horacio Zeballos con il punteggio di 6-7, 4-6. Dopo la semifinale persa all'ATP 500 di Monaco di Baviera salgono appaiati al 59º posto del ranking. Escono in semifinale anche al Geneva Open. Sconfitti al secondo turno nel loro esordio al Roland Garros, perdono la finale al successivo Challenger 100 della Heilbronner Neckarcup. Escono al secondo turno anche a Wimbledon.

## Statistiche
Aggiornate al 14 luglio 2025.

### Doppio

#### Finali perse (1)
| Legenda              |
| Grande Slam (0)      |
| ATP Finals (0)       |
| ATP Masters 1000 (0) |
| ATP Tour 500 (0)     |
| ATP Tour 250 (1)     |

| N. | Data          | Torneo                  | Superficie  | Compagno         | Avversari in finale                | Punteggio   |
| 1. | 6 aprile 2025 | Romanian Open, Bucarest | Terra rossa | Jakob Schnaitter | Marcel Granollers Horacio Zeballos | 6(3)-7, 4-6 |

### Tornei Challenger

#### Doppio

##### Vittorie (13)
| N. | Data          | Torneo                           | Superficie  | Compagno         | Avversari in finale                | Punteggio           |
| 1. | Maggio 2024   | I. ČLTK Prague Open, Praga       | Terra rossa | Jakob Schnaitter | Jiří Barnat Jan Hrazdil            | 6-3, 6-1            |
| 2. | Maggio 2024   | Schwaben Open, Augusta           | Terra rossa | Jakob Schnaitter | David Pichler Michael Vrbenský     | 3-6, 6-2, [10-8]    |
| 3. | Giugno 2024   | Bratislava Open, Bratislava      | Terra rossa | Jakob Schnaitter | Miloš Karol Tomáš Láník            | 6-4, 6-4            |
| 4. | Luglio 2024   | Tennis Open Karlsruhe, Karlsruhe | Terra rossa | Jakob Schnaitter | Dan Added Grégoire Jacq            | 6-4, 6-0            |
| 5. | Febbraio 2025 | Open Pau-Pyrénées, Pau           | Cemento (i) | Jakob Schnaitter | Alexander Blockx Raphaël Collignon | 6-4, 6(5)-7, [10-8] |